# 排他的経済水域及び大陸棚に関する法律
排他的経済水域及び大陸棚に関する法律（はいたてきけいざいすいいきおよびたいりくだなにかんするほうりつ、平成8年6月14日法律第74号）は、排他的経済水域と大陸棚に関する日本の法律である。略称は排他的経済水域法。

## 概要
全4条からなる。
国連海洋法条約が規定するところにより排他的経済水域と大陸棚を定義し、天然資源の探査、開発、保存及び管理などの経済的な目的で行われる探査及び開発のための活動などについて規定している。